# Ptačí noha

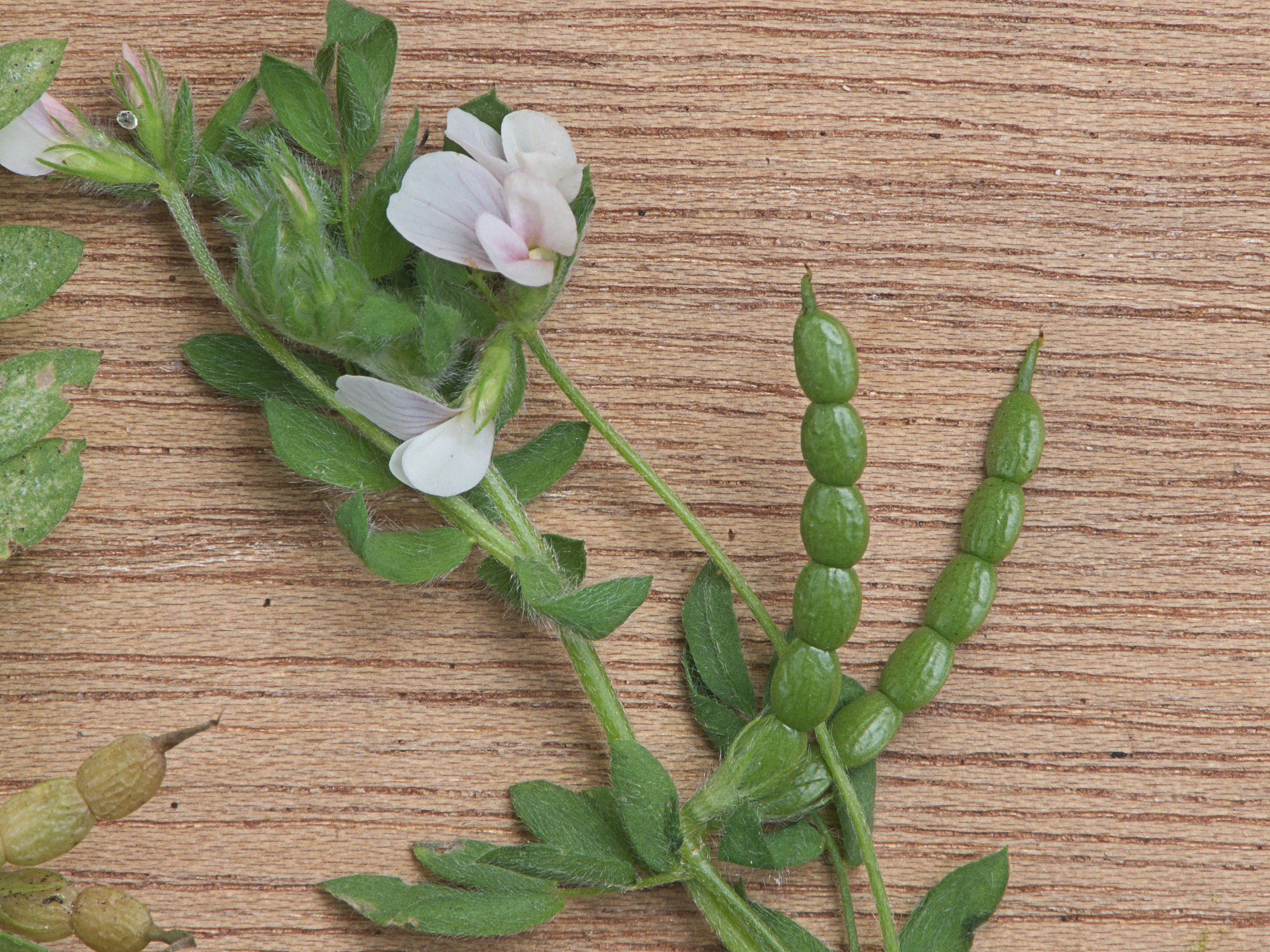
Ptačí noha setá (Ornithopus sativus)

Ptačí noha (Ornithopus), někdy též ptačinoha, je rod rostlin z čeledi bobovité. Jsou to jednoleté nebo vytrvalé byliny se zpeřenými listy a drobnými motýlovitými květy, rozšířené zejména ve Středomoří, západní Evropě a západní Asii, jeden druh v Jižní Americe. Ptačí noha setá byla v České republice dříve pěstována jako pícnina, některé další druhy jsou vzácně zavlékány.

## Popis
Ptačí nohy jsou jednoleté nebo řidčeji vytrvalé byliny. Listy jsou lichozpeřené, složené z celokrajných lístků. Palisty jsou malé, čárkovité, volné. Květy jsou drobné, žluté, bílé až růžové, uspořádané v úžlabních okolících. Listeny v květenství jsou lichozpeřené podobně jako listy. Kalich je zvonkovitý, s cípy víceméně stejně dlouhými. Pavéza je klínovitě obvejčitá až okrouhlá, křídla jsou ouškatá, člunek tupý. Tyčinek je 10 a jsou dvoubratré. Semeník je přisedlý, s mnoha vajíčky a zakřivenou čnělkou. Plody jsou podlouhlé, na průřezu oblé nebo zploštělé, mezi semeny mírně až silně zaškrcované, rozpadavé na jednosemenné díly.

## Rozšíření
Rod ptačí noha zahrnuje 6 druhů a má silně disjunktivní areál. Celkem 5 druhů je rozšířeno ve Starém světě v oblasti Evropy, severní Afriky, jihozápadní Asie a také na Azorských ostrovech, jeden druh (Ornithopus micranthus) v subtropických oblastech Jižní Ameriky. Některé druhy ptačí nohy byly zavlečeny na jiné kontinenty, zejména do Austrálie, na Nový Zéland a do Severní Ameriky.
V České republice není žádný druh původní. Místy přechodně zplaněla pěstovaná ptačí noha setá (Ornithopus sativus) a vzácně jsou zavlékány druhy ptačí noha maličká (Ornithopus perpusillus) a ptačí noha smáčknutá (Ornithopus compressus).

## Zástupci
- ptačí noha maličká (Ornithopus perpusillus)
- ptačí noha setá (Ornithopus sativus)
- ptačí noha smáčknutá (Ornithopus compressus)

## Význam
Ptačí noha setá (Ornithopus sativus) byla v České republice občas pěstována jako pícnina a zelené hnojení, a to zejména na sušších, písčitých půdách.

## Přehled druhů a jejich rozšíření
- Ornithopus compressus – Středomoří až Írán a Kavkaz
- Ornithopus micranthus – Argentina, Brazílie a Uruguay
- Ornithopus perpusillus – Evropa
- Ornithopus pinnatus – západní Evropa a Středomoří
- Ornithopus sativus – Středomoří, Azorské ostrovy
- Ornithopus uncinatus – Maroko